# Roberto Camilleri Azzopardi
Roberto Patrick Camilleri Azzopardi OFM (* 24. April 1951 in Ħamrun; † 17. Oktober 2023 in Ciudad de Comayagua) war ein maltesischer Ordensgeistlicher und römisch-katholischer Bischof von Comayagua.

## Leben
Roberto Patrick Camilleri Azzopardi trat am 20. Oktober 1967 der Ordensgemeinschaft der Franziskaner bei und legte am 1. November des folgenden Jahres die zeitliche Profess ab. Er studierte Philosophie und Theologie am Franziskanerseminar in Rabat und in Jerusalem. Am 8. Dezember 1972 legte er die ewige Profess ab und empfing am 29. Juni 1975 durch Papst Paul VI. die Priesterweihe.
Von 1975 bis 1979 war er Novizenmeister und ging dann nach Honduras, wo er ab 1980 Pfarrer in Comayagua war. Ab 1992 war er Pfarrer zweier Pfarrgemeinden in Tegucigalpa.
Papst Johannes Paul II. ernannte ihn am 26. Juli 2001 zum Titularbischof von Vagada und Weihbischof in Tegucigalpa. Die Bischofsweihe spendete ihm der Erzbischof von Tegucigalpa, Óscar Andrés Kardinal Rodríguez Maradiaga SDB, am 15. August desselben Jahres; Mitkonsekratoren waren George Panikulam, Apostolischer Nuntius in Honduras, und Geraldo Scarpone Caporale OFM, Bischof von Comayagua.
Am 21. Mai 2004 wurde er zum Bischof von Comayagua ernannt und am 24. Juli desselben Jahres in das Amt eingeführt.
Seit Juni 2022 war Roberto Camilleri Azzopardi Präsident der Bischofskonferenz von Honduras.
Camilleri Azzopardi starb im Oktober 2023 im Alter von 72 Jahren an einem Herzstillstand.